# Zerreitug
Luis Rodolfo Gutiérrez Schwerter (Santiago de Chile, 6 de enero de 1944), más conocido por su seudónimo Zerreitug (su apellido al revés), es un artista autodidacta, único chileno que construye dioramas históricos.

## Trayectoria

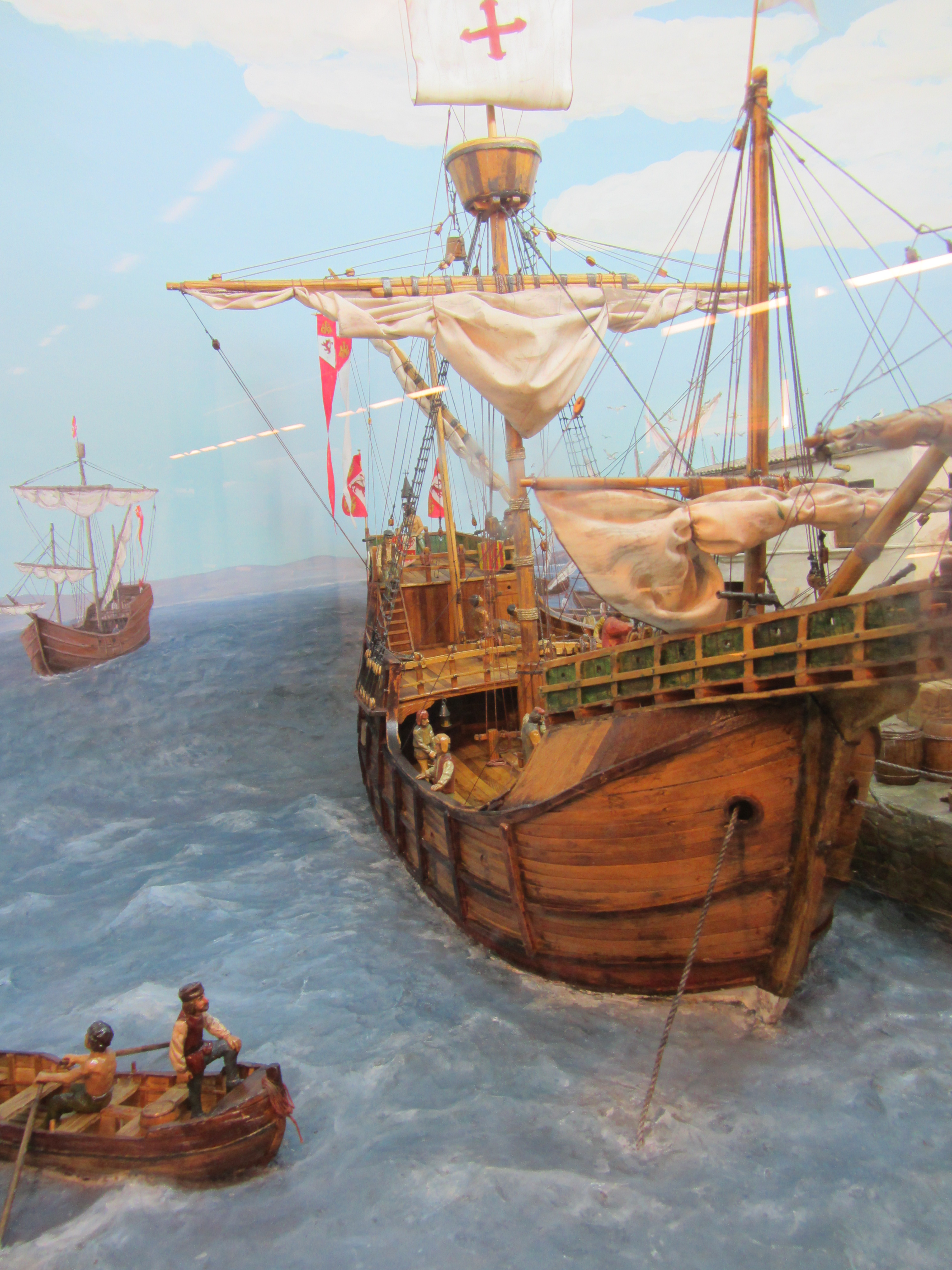
Puerto de Palos 1492, diorama en la estación Cristóbal Colón (fragmento).

Comenzó de niño a dibujar y modelar figuras en plasticina que representaban personajes de películas de la época. Estudió contabilidad, pero nunca ejerció, ya que decidió ser pionero en la creación de dioramas, técnica que mezcla el arte de la maqueta, la pintura y el tallado, para dar vida a escenas de la historia.
A los 20 años comenzó a tallar en madera y al vender su primera figura (un soldado griego) y tener que firmarla, decidió hacerlo con su apellido, muy común, escrito al revés: Zerreitug, cuya forma deriva ode un "argot codificado" similar al Back slang inglés.
En los últimos años de sus estudios se ganaba la vida con las tallas que empezó a vender en la Región de Valparaíso, y luego en Santiago. Conoció por primera vez el minucioso arte de los dioramas en Nueva York al visitar el Museo de Historia Natural; también le dejó una profunda huella el museo de la Estatua de la Libertad y en especial sus muñecos de cera que daban cuenta de la historia del monumento y su país.
Hacia 1980, tras volver a Chile, presentó un proyecto para llevar este tipo de creaciones a la Casa Colorada. El alcalde de Santiago de la época, Patricio Guzmán, le dio un espacio en la comuna, y al año siguiente se inauguraron los primeros dioramas vinculados a la historia de Chile.
La demanda creció rápidamente: en 1983, en el contexto de la apertura en Concepción de la Galería de la Historia, en el parque Ecuador, el artista debió entregar 14 dioramas. Ese mismo año, en una alianza entre las municipalidades de Concepción y Santiago, expuso sus trabajos en el barrio Lastarria, en la plaza Mulato Gil de Castro. En 1984, en el Instituto Cultural de Providencia, se celebró una muestra con alrededor de 50 de sus obras. Casi una década después, a raíz de la creación de la Corporación Cultural Metro Arte, vendría su consolidación.

## Obras

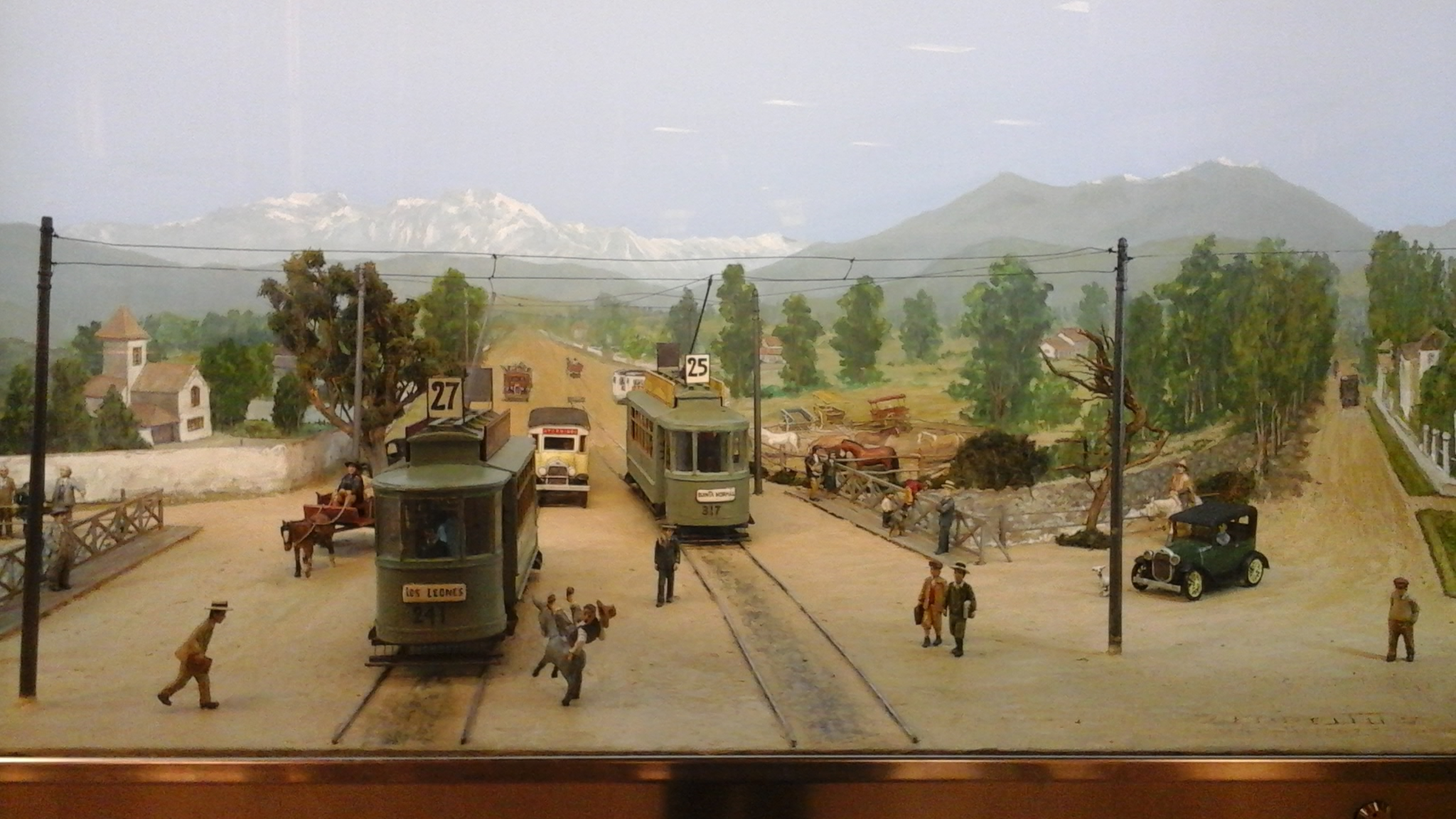
Terminal de tranvías eléctricos Tobalaba con Providencia (estación Tobalaba)

Zerreitug ha creado más de 100 dioramas, de los cuales 24 son exhibidos en el metro de Santiago, que se pueden visitar al interior de algunas de las estaciones más concurridas de este transporte subterráneo (entre otras Baquedano, Puente Cal y Canto, Universidad de Chile, Plaza de Puente Alto, Los Dominicos y Plaza de Maipú). Todos ellos están relacionados, de una y otra forma, con las estaciones que los albergan.
Durante las protestas de 2019, en las que varias de las estaciones del Metro de Santiago fueron dañadas y saqueadas, al menos dos de sus dioramas fueron afectados seriamente y algunas de sus piezas fueron robadas.

También es posible apreciar sus trabajos, entre otros espacios, en el Museo del Ahorro ubicado en la casa matriz del BancoEstado y en el Museo Interactivo Mirador (MIM), ambos en Santiago; así como en la Galería de la Historia de Concepción, el Museo de la Historia de Penco y en la Municipalidad de Rancagua.

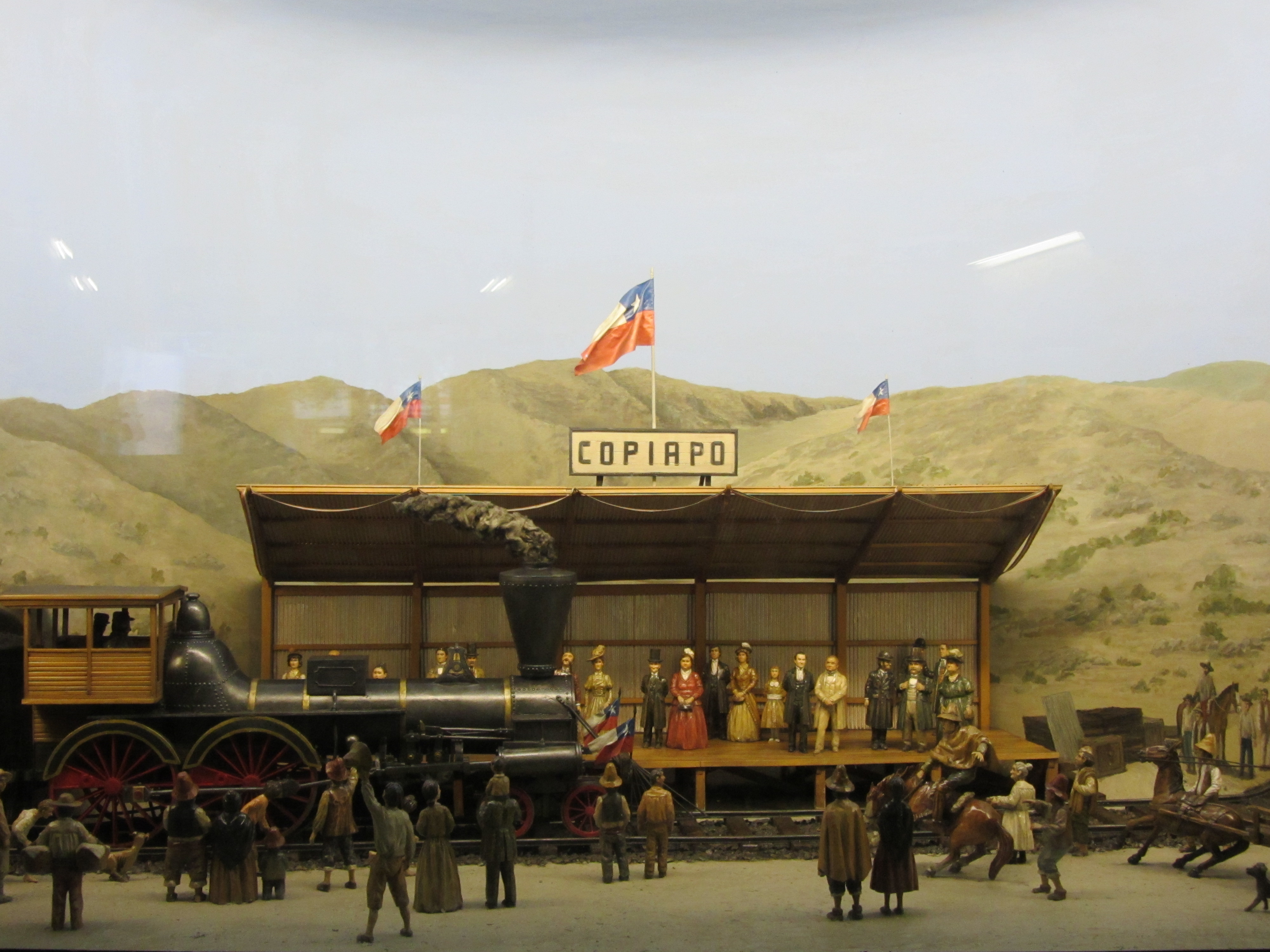
La Copiapó, el primer ferrocarril (Baquedano)
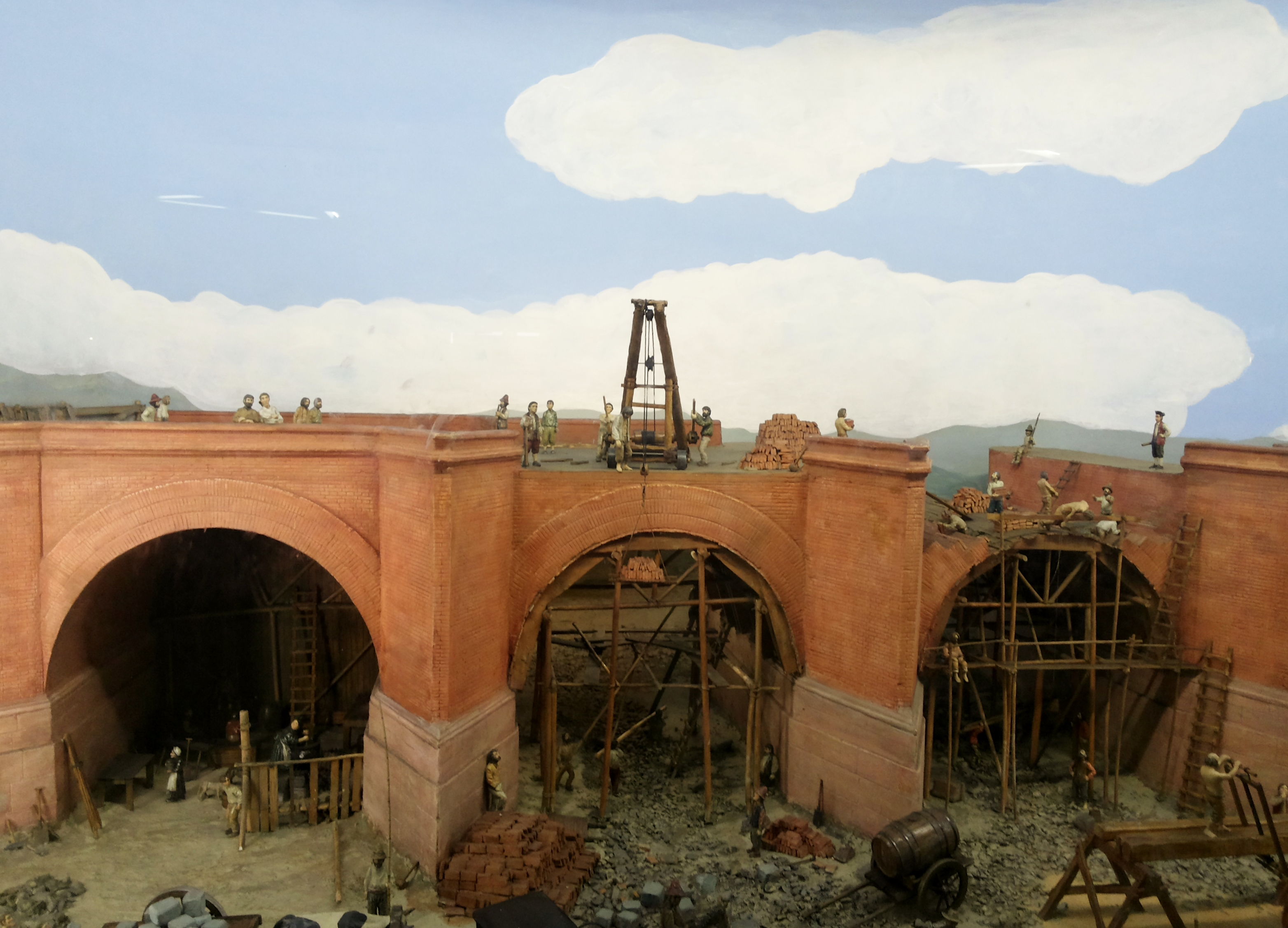
Construcción del puente Cal y Canto (Puente Cal y Canto)
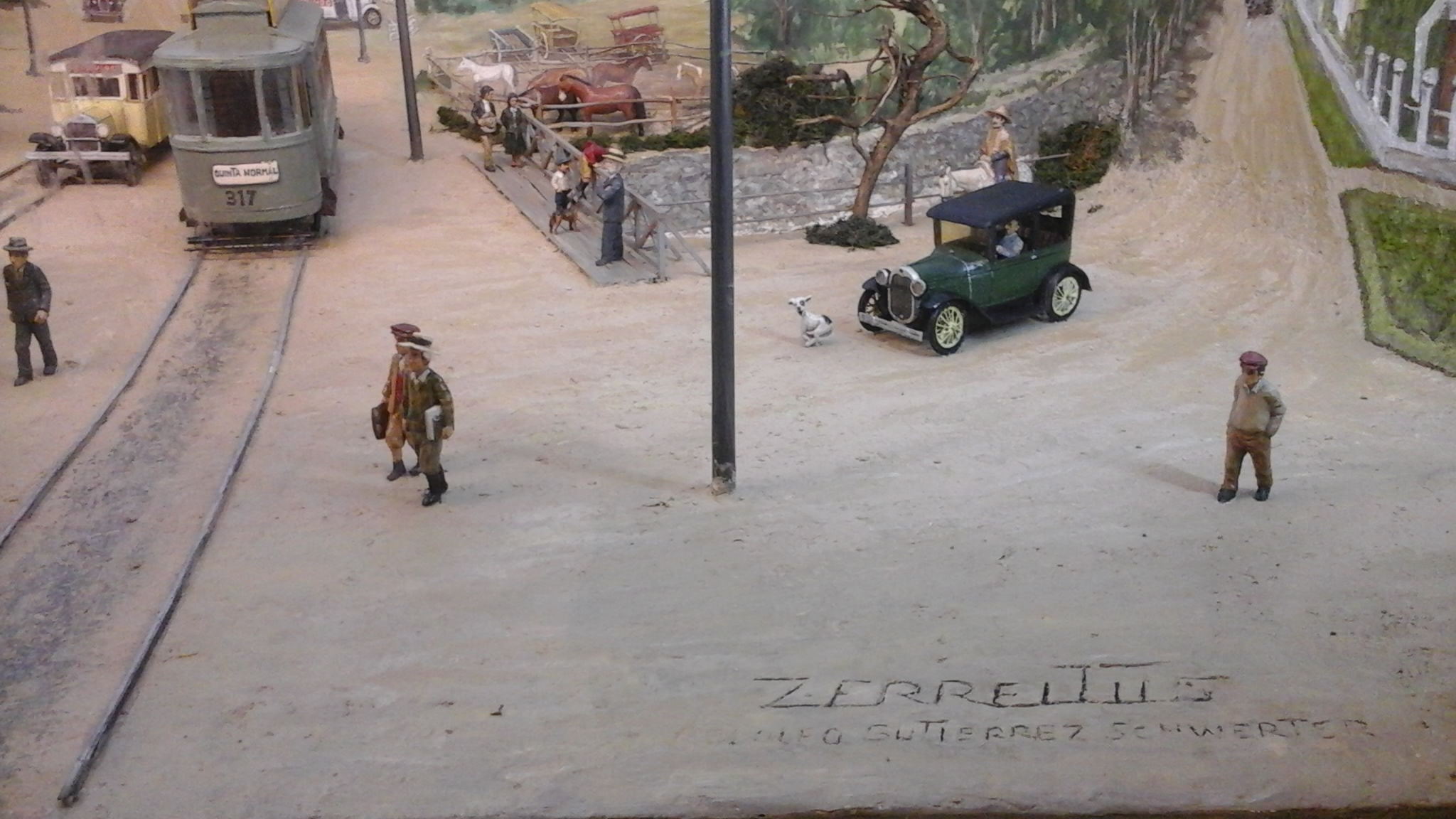
Terminal de tranvías eléctricos Tobalaba con Providencia (fragmento, Tobalaba)
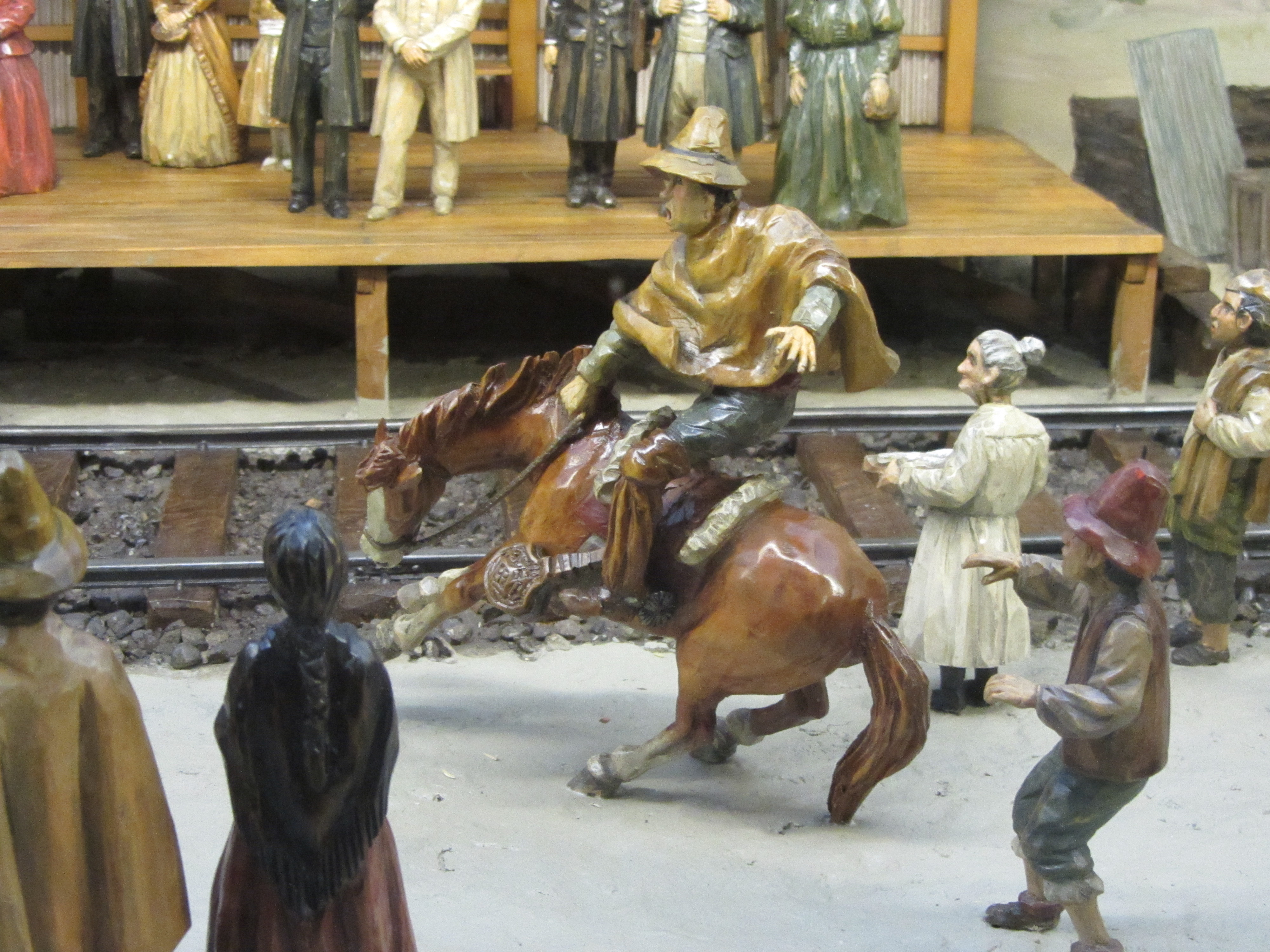
La Copiapó, el primer ferrocarril (detalle, Baquedano)
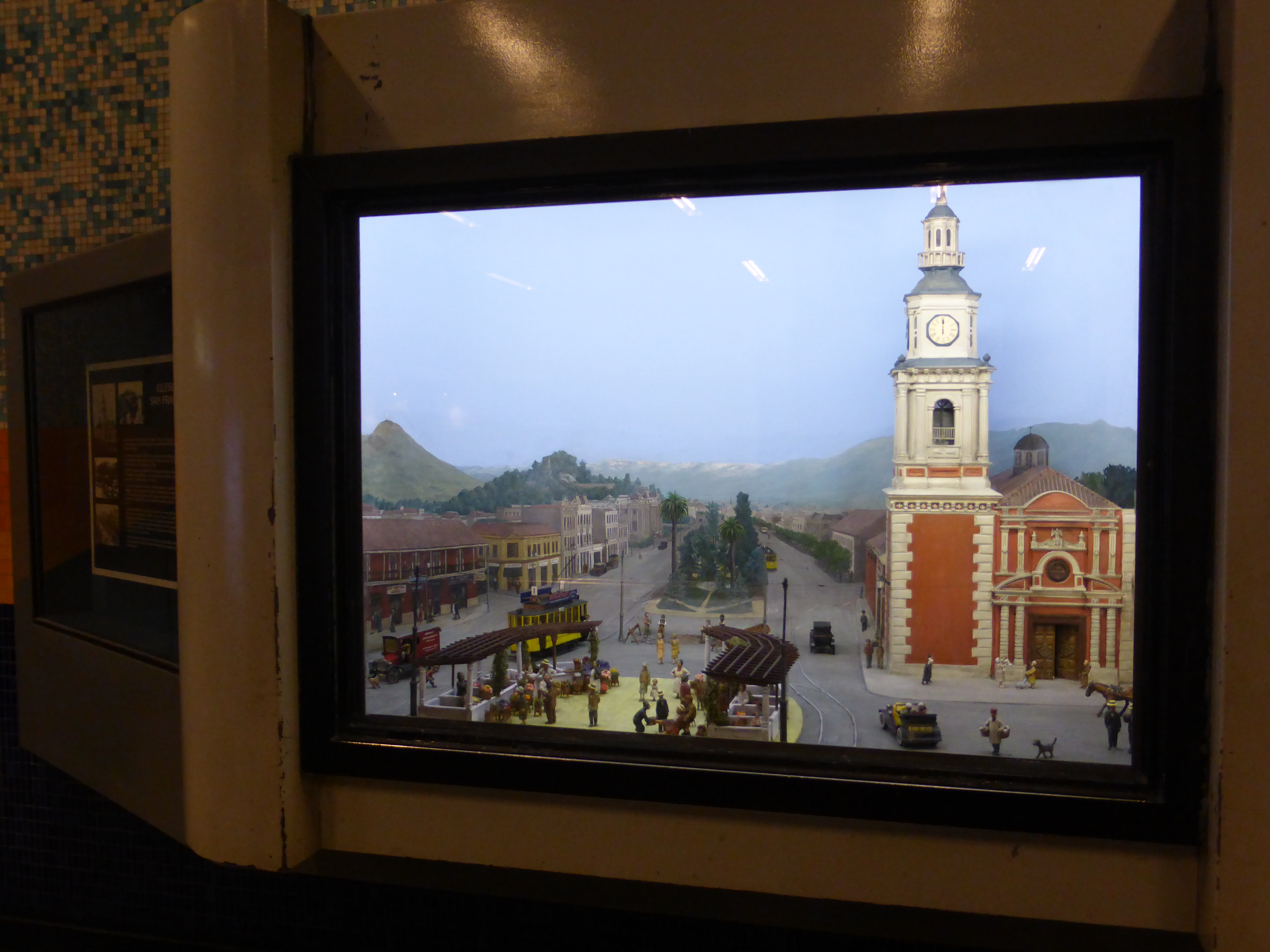
Iglesia de San Francisco (Universidad de Chile)
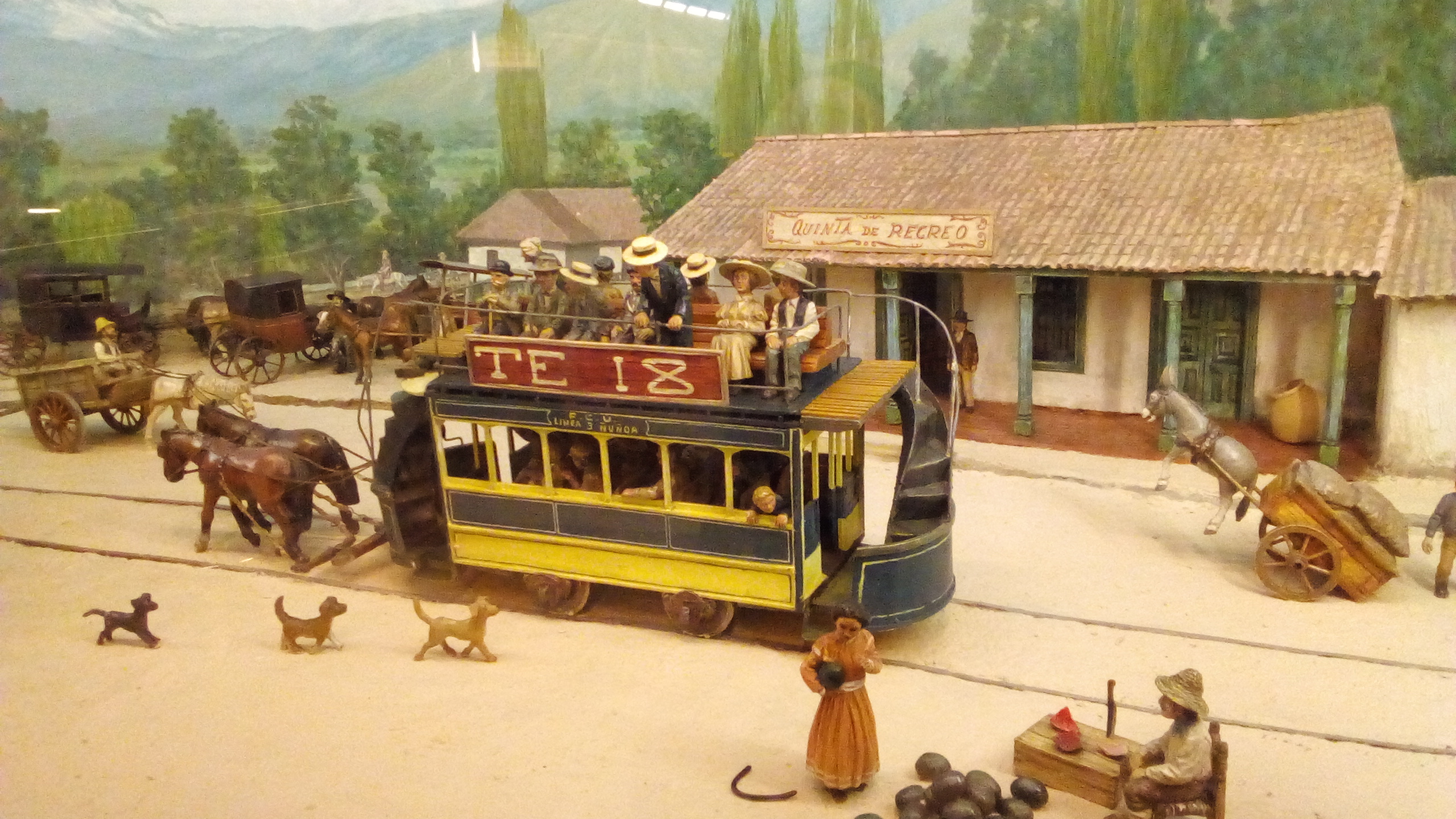
Terminal de los carros de sangre (Príncipe de Gales)
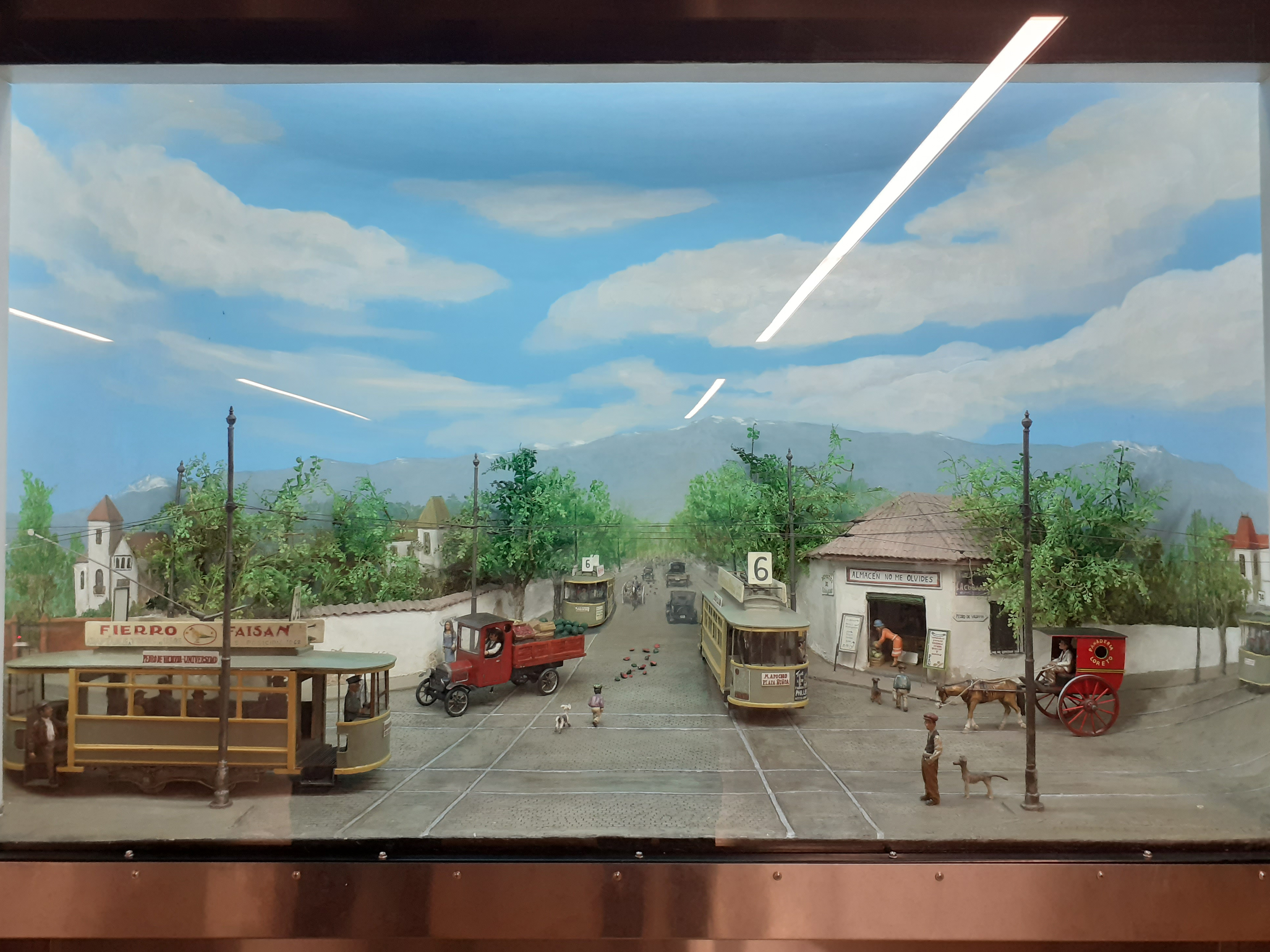
Cruce de tranvías en Irarrázaval con Pedro de Valdivia (Ñuñoa)

## Publicaciones
1. Palacios, José María. (1980), «Zerreitug. Sala Ilustre Municipalidad de Concepción» [9]
2. Campos Harriet, Fernando. (1994). «Galeria de la Historia. Concepción-Chile» [8]
3. Motles, Mauricio. (2013) «Zerreitug, Tallando la Historia de Chile» [10]